# Coto
Coto est une freguesia portugaise du district de Leiria située dans la sous-région de l’Ouest.
Avec une superficie de 5,50 km2 et une population de 1 135 habitants (2001), la paroisse possède une densité de 206,4 hab/km2.